# Каланта трёхскладчатая
Каланта трёхскладчатая, или тройная (лат. Calanthe triplicata) — вид однодольных растений рода Calanthe семейства Орхидные (Orchidaceae).
Китайское название — «三褶虾脊兰».

## Систематика
Растение впервые было описано в 1796 году французским ботаником Реми Вийеме под таксономическим названием Orchis triplicata. Текущее название Calanthe triplicata было дано американским исследователем Оуксом Эймсом в 1907 году.
Подвид — Calanthe triplicata var. gracillima (Lindl.) N.Hallé.

## Распространение, описание
Широко представлен в Азии, Африке и Океании: как минимум в Австралии, Бутане, Камбодже, Китае (провинции Фуцзянь, Гуандун, Хайнань, Юньнань и Гуанси-Чжуанский автономный район), Индии, Японии, Лаосе, Мадагаскаре, Малайзии, на Филиппинах, в Шри-Ланке, Тайване, во Вьетнаме, а также на других территориях. Произрастает во влажных широколиственных лесах на высоте 500—1500 метров над уровнем моря.
Геофит или литофит. Теплолюбивое, тенелюбивое растение крупного или среднего размера. Псевдобульба яйцевидная, несущая 3—6 яйцевидно-ланцетных или эллиптически-ланцетных ребристых вогнутых книзу листа. Соцветие кистевидное, несёт большое количество цветков (особенно у вершины растения). Цветки размером 2,5 см, последовательного расположения. Цветёт от весны до осени.